# 圣若昂-杜伊塔佩里乌
圣若昂-杜伊塔佩里乌是巴西圣卡塔琳娜州的一个市镇。总面积151.926平方公里，总人口3289人，人口密度21.6人/平方公里。